# Château de Hernen
Le château de Hernen (en néerlandais: Kasteel Hernen) est un château néerlandais du XIVe siècle.
Ce château est situé dans le sud de la Gueldre, dans le village de Hernen (dans la commune de Wijchen), à l'extrême ouest du Rijk van Nijmegen (nl). Il tire probablement son origine autour de 1350, et consistait alors seulement d'une tour résidentielle, un donjon. Plus tard, il a été agrandi à plusieurs reprises, l'ancienne cour devenant de plus en plus surpeuplée. La tour résidentielle s'est effondrée au XVIIIe siècle.
Le château n'a pas été habité depuis le XVIIe siècle et n'a jamais été assiégé. C'est en partie à cause de cela qu'il a été bien conservé.
En 1883, il a été acheté par la famille Den Tex. En avril 1940, une fille de la famille a fait don du château à la Fondation des Amis des Châteaux de Gueldre (Stichting Vrienden der Geldersche Kasteelen (nl)), une fondation créée spécialement à cet effet. Une partie du château est accessible au public; dans une autre, la Fondation A. A. Bredius s'est installée.
En 1968, la série télévisée Floris (série télévisée) a été réalisée dans ce château.

## Motte castrale
En septembre 2009, l'archéologue Laurens Flokstra et l'historien Wim Kattenberg, tous deux originaires de Wijchen, ont découvert les restes d'une motte castrale, à l'ouest de la petite rivière De Elst. Flokstra avait découvert une structure circulaire dans le paysage sur une vieille photo aérienne de la Royal Air Force, après quoi ils ont obtenu un modèle numérique du terrain par RPS sur la zone. Ce procédé a révélé que les restes d'une douve devait être présente dans le sol. Durant les campagnes de fouilles ultérieures, des fragments datant du XIIe et XIIIe siècles ont été trouvés sur la localisation de l'ancien fossé. D'autres découvertes, dans la partie centrale de l'ancienne structure, montrent que la motte castrale devait bien se trouver à cet endroit au début du XIIe siècle.

## Galerie

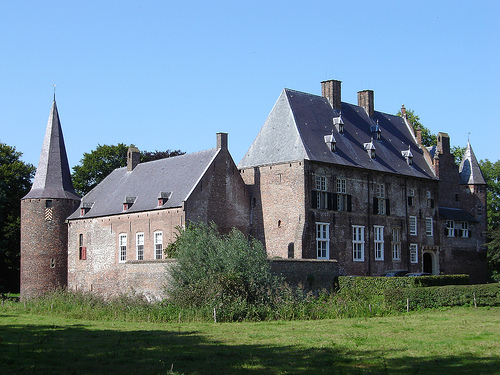
Le château Hernen de nos jours
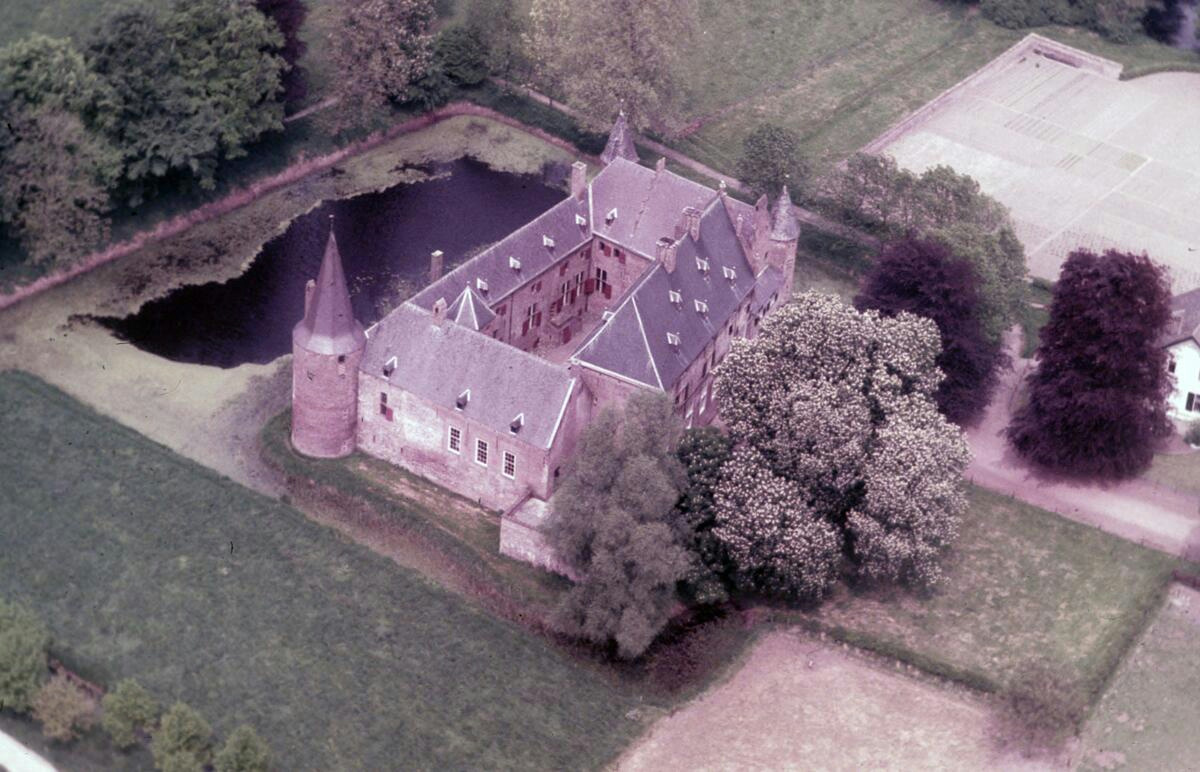
Vue aérienne du château
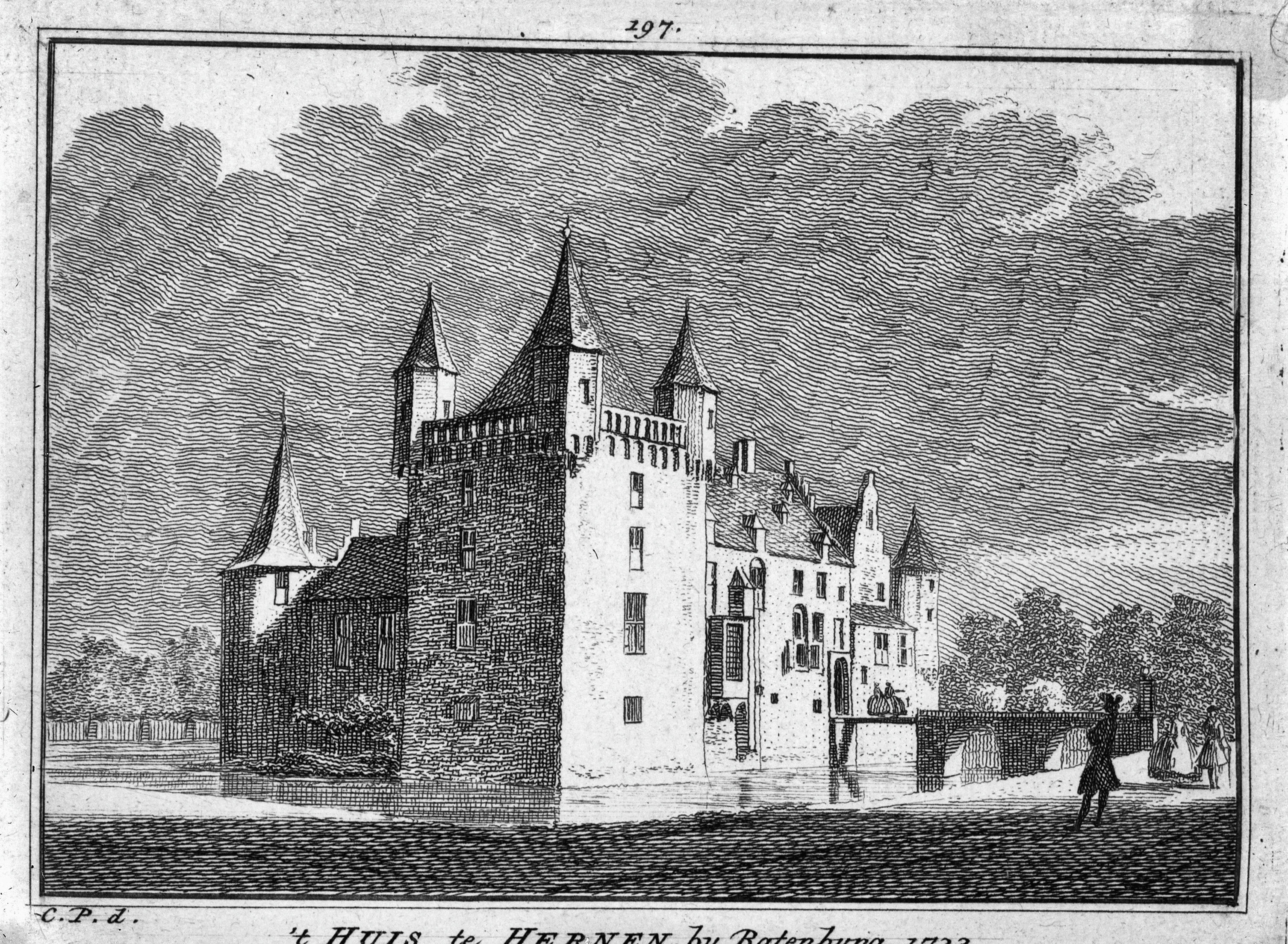
Gravure du château avec le donjon disparu au XVIIIe siècle
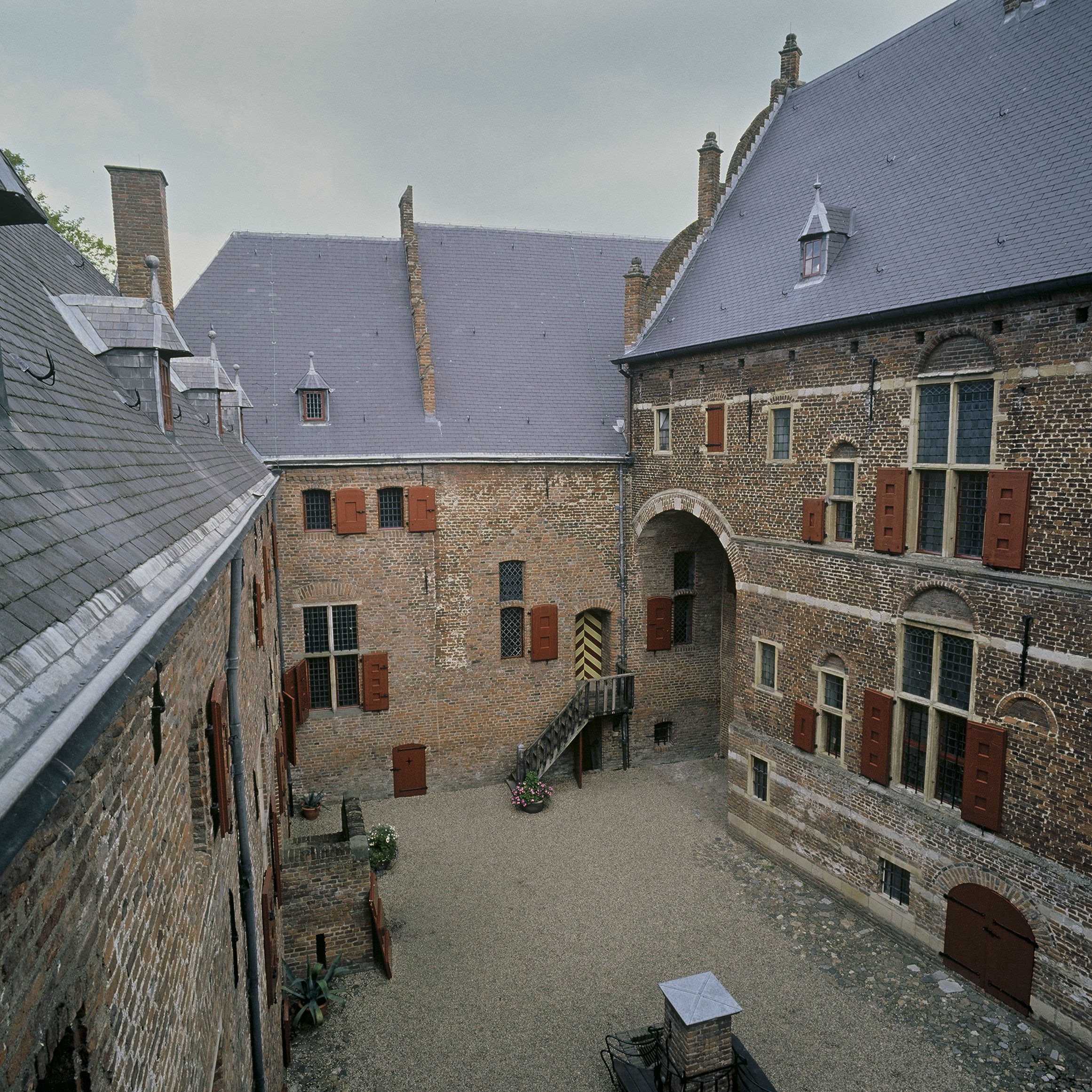
Vue de la cour intérieure

## Sources
- Site web Rijkmonumenten (nl)